# Prêmio Meyenburg
O Prêmio Meyenburg (em inglês:  Meyenburg Prize) é concedido pela Fundação Meyenburg por pesquisas de destaque sobre o câncer, suportada pelo Centro de Pesquisa do Câncer da Alemanha, Heidelberg (DKFZ), o maior instituto de pesquisas biomédicas da Alemanha. O prêmio é concedido anualmente desde 1981, com honorário de €50.000.

## Recipientes
- 1981 Werner Franke
- 1982/1983 Holger Kirchner e Volker Schirrmacher
- 1984 Lutz Gissmann
- 1985 Volker Sturm
- 1986 Karin Mölling
- 1987 Mary Osborn
- 1988 Elisabeth Gateff
- 1989 Peter Herrlich
- 1990 Rainer Storb
- 1991 Hans-Georg Rammensee
- 1992 Walter Birchmeier
- 1993 Johannes Gerdes
- 1994 Gert Riethmüller
- 1995 David Philip Lane
- 1996 Peter Heinrich Krammer
- 1997 Patrick S. Moore e Yuan Chang
- 1998 Richard D. Wood
- 1999 Carl-Henrik Heldin
- 2000 Matthias Mann
- 2001 Shoichiro Tsukita
- 2002 Andrew Fire
- 2004 Erich Nigg
- 2005 Thomas Tuschl
- 2006 Elizabeth Blackburn
- 2007 Shinya Yamanaka
- 2008 Hans Clevers
- 2009 Brian Druker
- 2010 Alan Ashworth [2]
- 2011 Stefan Hell [3]
- 2012 Charles G. Mullighan [4]
- 2013 Nathanael Gray